# Locomotivă electrică

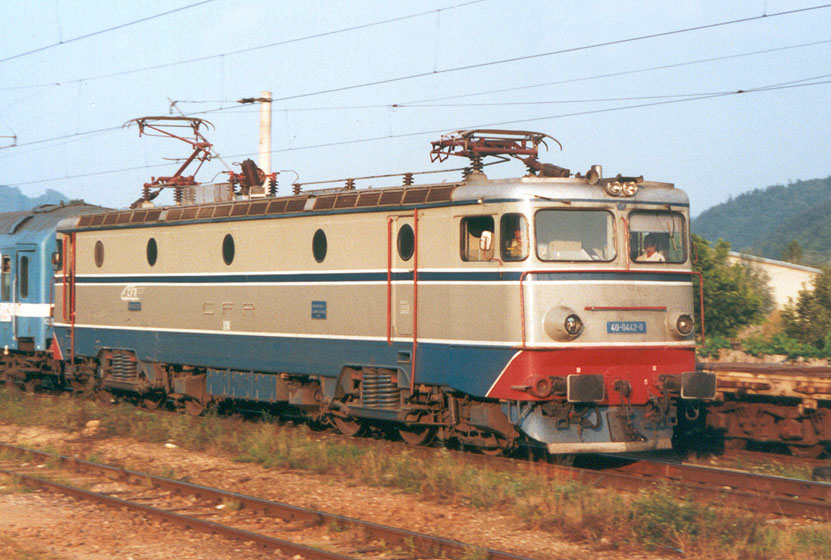
O locomotivă electrică la gara Gura Humorului.

O locomotivă electrică este o locomotivă propulsată prin electricitate din surse externe (de exemplu fir electric deasupra locomotivei sau a treia șină) sau de la baterii amplasate în locomotivă. Locomotivele propulsate de motoare electrice dar care au ca surse principale de putere electrică motoare cu ardere internă (de ex. locomotivă Diesel), nu sunt incluse la locomotive electrice, combinarea motorului cu generator electric pentru obținerea curentului electric necesar motoarelor electrice de tracțiune face parte din sistemul de transmisie pentru acționarea roților.

## Istoria locomotivei electrice060 EA
Locomotiva 060 EA, prima locomotivă electrică folosită de catre CFR are origini suedeze, datând încă din 1965, data la care prima a ieșit pe poarta uzinelor ASEA (Almana Svenska Electrica Actiebolaget). În România, tracțiunea electrică a fost introdusă în 1963, când au început testele tehnice, iar în 1966 a circulat prima astfel de locomotivă în România. Uzinele Electroputere Craiova au cumpărat licența în 1966 și au început să producă locomotiva, până în 1991, când fabrica s-a profilat pe acțiuni de mentenanță și modernizare. La acea oră, a fost considerată singura locomotivă capabilă să tracteze trenuri grele la altitudine cu viteza de 80 km/h.

## Datele tehnice ale locomotivei060 EA

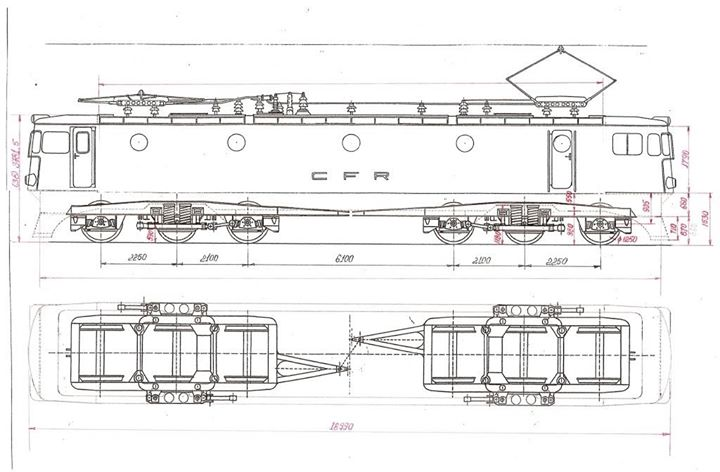
Schița locomotivei electrice 060 EA

De la bun început, aceasta a existat în formula de osii 3-3, denumită și C0-C0, cu următorii parametri de funcționare: tensiune alimentare 27 kV c.a; tensiune nominală de funcționare 25 kV c.a; tensiune minimă admisă 19 kV c.a. Este prevazută cu descărcător de supratensiune ce poate prelua până la 31 kV. În ceea ce privește puterea, aceasta este de 5100 kW (nominală, sau de lungă durată)și 5400 kW, puterea uniorară (de vârf). Tracțiunea se bazează pe motoare electrice de tracțiune de curent continuu tip LJE 108, fiecare dintre ele având masa de 3.07 to (numai rotorul cântărește 1 to), care transmit puterea la osii prin arbore de torsiune licență ASEA.
În paralel, licența a mai fost preluată și de sârbi, care au adoptat de la suedezi cealaltă variantă, cu cate 2 osii pe boghiu, formula B0-B0: diferă doar puterile de funcționare: 3400 kW, respectiv 3700 kW. Viteza constructivă la vremea intrării în exploatare era de 120 km/h, astăzi ea putând ajunge la 160 km/h. Intensitate nominală-1180 A, cea uniorară, 1250 A

## Funcționarea locomotivei060 EA
Curentul electric din linia de contact este preluat de pantograf; la început a fost varianta simetrică (romboidală) tip LLXJN 135, iar apoi cel asimetric tip Faiveley EP1, EP2 și EP3; de aici, intră în disjunctor tip IAC 25(marcă originală)și mai departe în transformatorul principal răcit cu ulei, care coboară tensiunea de la 27 la 1.5 kV. Curentul este încă alternativ, așadar va trece mai departe prin diode ventilate, care îl transformă în curent continuu. Astfel transformat, curentul acționează motoarele de tracțiune, câte unul pe fiecare osie. Reglajul pe partea de înaltă tensiune se face prin controller cu 40 trepte de viteză plus încă 3 de șuntare motoare (slăbire câmp). Acesta permite și acționarea frânării electrice, prin treptele situate în dreapta treptei 0 de pe controller. Se cuvine a se menționa puțin despre acest tip de frânare, specific numai pentru această locomotivă. Important este ca ventilația forțată pe motoare să fie pornită, aceasta acționând ca o protecție la amperaj. Funcționarea pe trepte mai înalte fără ventilație duce la străpungerea izolațiilor motoarelor, implicit la defecțiuni iremediabile ale acestora. Ambele boghiuri sunt prevăzute cu câte un canal de ventilație forțată, în care sunt inseriate presostatele BR, ce înclemează contactorii de linie, asigurând tracțiune în deplină siguranță. Fiecare treaptă generează 24 V.
Frânarea electrică are ca principiu de bază comutarea modului de funcționare a motoarelor electrice de tracțiune (MET)din regim de consumator în cel de generator. Exista 2 tipuri de frânare electrică, ca și consumatorul existent: reostatic (rezistența de frânare ventilată pentru fiecare MET) și recuperativă (linia de contact-catenară). Fizic, la comutarea pe poziție de frânare, excitatiile MET se inseriază și acestea devin generatori de c.c. Consumatorul va fi reprezentat fie de rezistență, fie de catenară, dar în acest ultim caz, parametrii curentului debitat din MET vor fi aceeași cu cei din rețeaua aeriană, ceea ce a dus la multe inconveniente de ordin economic și de siguranță a transportului (secționarea catenarei prin arc electric, implicit distrugeri însemnate ale pantografului). Din aceste considerente, începând cu anii '70, s-a trecut la frâna reostatică, mult mai sigură, care este și azi din plin folosită. Nu se va depăși în frânare I = 960 A.

## Clasificare
Locomotivele electrice se clasifică după criteriile:
- sistemul electric de alimentare;
- tipul motoarelor de tracțiune;
- sistemul instalațiilor de adaptare de pe locomotivă.

Astfel, din punctul de vedere al alimentării cu energie electrică, există:
- locomotive electrice de curent continuu;

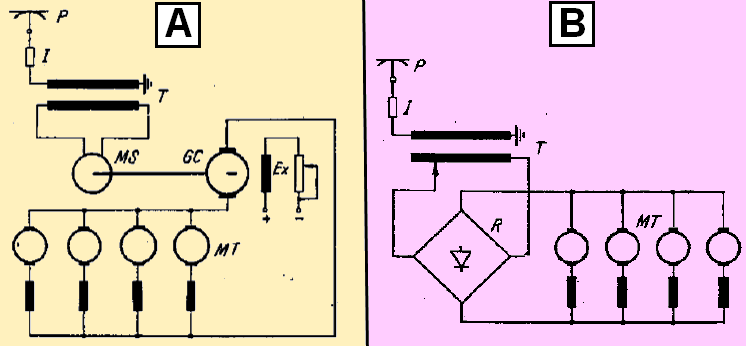
Schema de alimentare a locomotivei electrice de curent monofazat, de frecvență industrială, cu motoare de curent continuu
A. Cu grup motor - generator (convertizoare rotative).
B. Cu redresoare (convertizoare statice).

- locomotive electrice de curent trifazat;
- locomotive electrice de curent monofazat de joasă frecvență;
- locomotive electrice de curent monofazat de frecvență industrială;
- locomotive electrice de curent continuu de înaltă tensiune.